# 羅季夫卡
51°26′51″N 33°50′32″E / 51.44750°N 33.84222°E
羅蒂夫卡（烏克蘭語：Ротівка）是位於烏克蘭東北部的村莊，由蘇梅州科諾托普區的普蒂夫利市鎮負責管轄。該村處於埃斯曼河左岸，距離斯特里利尼基2.5公里和科切爾吉4公里，海拔高度139米，2001年人口177。